# 佐倉市立臼井南中学校
佐倉市立臼井南中学校（さくらしりつ うすいみなみちゅうがっこう、Usui-minami junior high school）とは、千葉県佐倉市染井野四丁目にある公立中学校。

## 概要
もともとは農村地帯が中心であった地域に新しい住宅地（染井野）が開発されたことに伴って平成7年（1995年）に開校した。染井野小学校、千代田小学校の卒業生のほとんどと王子台小学校の卒業生の一部などが主に入学する。生徒数は多いときで570人ほどであったが、平成28年度では380人ほどであり、各学年3から4ほどの学級で構成されている。教育委員会などから様々な研究校に指定されることが多く、公開研究会などが頻繁に開催されている。学区地域での通称は「南中」（なんちゅう）。

## 沿革

### 年表
- 1995年 - 開校。
- 1996年 - 文部省より機器利用研究校に指定される。（～1997年度）
- 2001年 - 佐倉市教育委員会より教育課程研究指定校に指定される。（～2002年度）
- 2004年 - 開校10周年記念式典の開催。
- 2007年 - 佐倉市教育委員会より理科教育研究指定校（中小連携）に指定される。
- 2008年 - 佐倉市教育委員会の「地域コミュニティ」研究対象となる。（～2009年度）
- 2010年 - 学校運営委員会が発足する。
- 2015年 - 千葉県教育庁指定学力向上研究校となる。

## 教育方針

### 教育目標
汗をかく

### 目指す生徒像
- 好学進取
- 自主・自律
- 健康
- 共生・社会貢献

## 学校行事
- 4月：始業式、入学式
- 5月：修学旅行、1年校外学習
- 6月：2年キャンプ
- 7月：部活動壮行会
- 9月：体育祭
- 10月：南陽祭
- 11月：2年職場体験
- 3月：予餞会、卒業式、離任式

## 生徒会活動
- 生徒会本部（生徒会長、副会長、書記、会計）
- 全校評議会（生徒会本部、評議員、各委員長、部長会長）
- 実行委員会（体育祭実行委員会、修学旅行実行委員会など）
- 生徒委員会（生活委員会、学習委員会、文化委員会、環境委員会、給食委員会、放送委員会）
- 学級会
- 部活動部長会

※評議員がいわゆる学級委員にあたる。

## 部活動
- バレーボール部（男・女）
- バスケットボール部（男・女）
- 陸上部（人数減少によりより廃部が決定）
- サッカー部
- ソフトテニス部
- 野球部
- 卓球部
- 剣道部
- 水泳部（現在は廃部）
- 美術部
- 吹奏楽部

バレーボール部はこれまで全中バレーや関東大会に出場するなど実績がある。サッカー部も2014年には印旛郡市大会4冠を達成するなど印旛支部上位の常連であり、県大会に多く出場するなど盛んである。

## 学区内の主な施設
- ザ・マーケットプレイス佐倉
- 七井戸公園
- 吉見台遺跡群（吉見台公園）
- 佐倉市立染井野小学校
- 佐倉市立千代田小学校

## 交通
- 京成臼井駅から京成バス千葉イースト「染井野南行き」七井戸公園下車。
- 京成臼井駅から京成バス千葉イースト「JR佐倉駅北口行き」臼井南中学校下車。
- JR佐倉駅から京成バス千葉イースト「臼井駅行き」臼井南中学校下車。

## 関係者

### 卒業生
- 重信慎之介（プロ野球選手）
- 齋藤俊介（プロ野球選手）
- 近藤浩徳（声優）
- 筒井大志（漫画家）

## その他
校庭の南側と隣接して吉見台遺跡が位置する。校庭の南端は遺跡や資料の保存のため高台（古墳）となっており、頂上はソフトテニス部が使用するテニスコートとなっている。高台はそのまま吉見台公園につながっており、公園と学校を仕切る柵などは存在しない。